# Ergy Landau
Ergy Landau (eredeti nevén Landau Erzsébet) (Budapest, 1896. június 19. – Párizs, 1967) magyar származású francia fotográfus.

## Életpályája
Jómódú pesti kereskedőcsaládban született, apja Landau József Markusz, anyja Keller Szidónia Antónia. 1918-ban kezdett fényképezni. Budapesten Máté Olga tanítványa volt, Bécsben Franz Xaver Setzer portréfotóstól, Berlinben Rudolf Dührkooptól tanult. Fotózta Moholy-Nagy Lászlót, budapesti tartózkodásakor Thomas Mannt is. 1923-ban Párizsba költözött, ahol rövidesen műtermet is nyitott a 34 rue Schäffer alatt. 
Készített portrét többek közt Antoine Bourdelle szobrászról és Paul Valéryről is. 1929-ben ő is részt vett Stuttgartban a Werkbund Film und Foto kiállításán. Új párizsi műtermét a 17 rue Lauriston alatt nyitotta meg. 1930-tól – a szintén magyar származású – Nora Dumas (Kelenföldi Telkes Nóra) és Ylla (Koffler Kamilla) tanult és dolgozott nála. Több nemzetközi kiállításon szerepeltek Landau munkái és rendszeresen publikált az Arts et Métiers Graphiques lapjain és a Paris-Magazine-ban. 
A harmincas években párizsi tárlatokon és a brüsszeli Internationale de la Photographie című kiállításon is kiállított, 1935-től kezdve kötetekben is jelentek meg fényképei. 1936-ban önálló albumot adott ki Enfants (Gyermekek) címmel. 1937-től gyerekkönyveket illusztrált. Landau is szerepelt a Beaumont Newhall által szervezett Photography 1839–1937 című tárlaton a Museum of Modern Art-ban. 1942-ben megjelent a Comment photographier les enfants (Hogyan fényképezzük a gyerekeket?) című könyve. 1948-ban párizsi magyar fotósok tárlatán szerepelt. 1954-ben egy francia delegációval Kínába utazott. 1955-ben az Aujourd’hui la Chine, 1957-ben a Horoldamba, le petit Mongol című könyvekben jelentek meg fényképei. 
1967-ben halt meg Párizsban. Hagyatékát a Gamma-Rapho ügynökség őrzi ugyanott, de pozitívjai megtalálhatók más köz- és magángyűjteményekben is. 1988-ban kiállítása nyílt a Musée Nicéphore Niépce-ben, Chalon-sur-Saône-ban.